# Hoe overleef ik mezelf? (film)

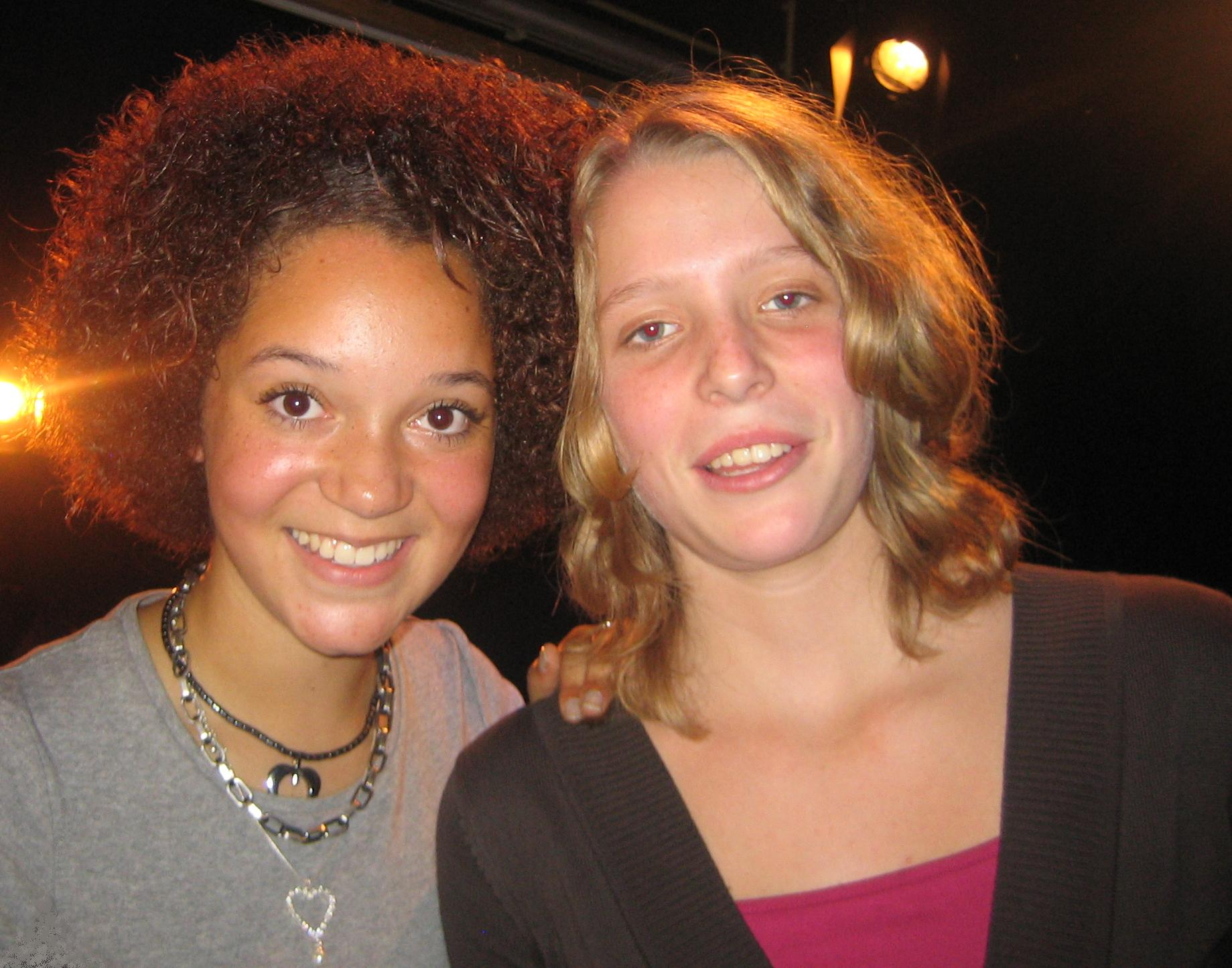
Jade Olieberg en Jolijn van de Wiel tijdens het Hoe overleef ik-feest (ter promotie van de film) in Theater Bellevue te Amsterdam.

Hoe overleef ik mezelf? is een film uit 2008 naar de boeken Hoe overleef ik mezelf? en Hoe overleef ik mijn eerste zoen? van Francine Oomen. Nicole van Kilsdonk heeft de film geregisseerd naar een scenario van Tamara Bos.
De opnames begonnen 22 oktober 2007 op Lyceum Ypenburg in Den Haag. In Groningen werd gedurende zo'n 10 dagen opgenomen op Helwerd 26.

Uitgeverij Querido bracht op 17 juni 2008 een speciale filmeditie uit van het boek Hoe overleef ik mezelf? Het boek bevat foto's uit de film en tekeningen van Annet Schaap (de illustratrice die ook de andere Hoe overleef ik-boeken illustreerde).
De titelsong van de film is "Take you all the way" van Jeremy's.
Er gingen meer dan 100.000 bezoekers naar Hoe overleef ik mezelf? en zodoende bereikte de film de status van Gouden Film.

## Verhaal
Joop (Romijn Conen) en Heleen (Janni Goslinga) zijn gescheiden. Ze zijn de ouders van de 13-jarige Rosa (Jolijn van de Wiel). De baby Abeltje (Jesse of Marijn Strateman) is de zoon van Heleen en haar nieuwe vriend Alexander (Stefan de Walle). Met tegenzin verhuist Rosa (graffitinaam: Rooz) met haar moeder Heleen en haar halfbroertje Abeltje van Noord-Brabant naar Groningen, waar ze bij Alexander gaan wonen.
Rosa kan helemaal niet opschieten met Alexander. Ze ergert zich eraan dat als hij bukt de bovenkant van zijn behaarde bilspleet is te zien en noemt hem daarom Alexander Apenbil. Ook houdt ze niet van zijn macrobiotische eten. Ze steelt geld van hem.
Rosa neemt een wenkbrauwpiercing, verft haar haren rood, en steelt, aangespoord door een vriendin, kleding uit een winkel. Ze maakt graffiti over het werk van Vincent (Mees Peijnenburg) (graffitinaam: Neuz) heen. Hij is boos, maar Rosa reageert weinig schuldbewust. Ze wordt verliefd op haar tekenleraar Sam (Dragan Bakema), die ook van graffiti houdt, en ze mag ook bij hem thuis komen. Buiten schooltijd maakt ze graffiti op het schoolraam met de tekst "I love Moon", de graffitinaam van Sam. Sam is erg aardig, maar de verliefdheid is niet wederzijds, want Sam is homo. Rosa reageert hier verontwaardigd op. Op school komt uit dat Rosa de graffiti heeft aangebracht, ze moet de ruit schoonmaken. Vincent helpt haar, ze worden vrienden.
Rosa en Vincent gaan samen graffiti spuiten op een trein. Ze worden opgepakt en komen voor korte tijd samen in een politiecel, waar ze verliefd worden op elkaar. En al gauw worden ze weer vrijgelaten.
Rosa viert haar verjaardag. Op bezoek komen haar vader, Vincent, haar vriendin Esther (Jade Olieberg) (die in de film de leiding heeft in fantasie-animaties), en haar vriend Jonas (Pascal Tan) (bijnaam Joondeboon), die gedichten voor haar schrijft. Rosa en Jonas hadden internetverkering, wat ze afkorten tot "I.V.", maar Rosa verbrak het contact. Nu wordt de vriendschap hersteld, ze veranderen de betekenis van de afkorting in "innige vriendschap".
Voor de film geldt "eind goed al goed", met meer begrip van Heleen voor Rosa, en ook toenadering tussen Rosa en Alexander. maar met als uitzondering een onverdiende hatelijke opmerking in Rosa's voice-over aan het adres van Sam.
Twee alter ego's van Rosa komen herhaaldelijk samen met Rosa in beeld: Rooz die haar aanzet tot avontuurlijk, onaangepast gedrag, en Roosje die haar aanspoort zich netjes te gedragen.

## Rolverdeling
| Acteur             | Personage                   | Opmerkingen            |
| ------------------ | --------------------------- | ---------------------- |
| Jolijn van de Wiel | Rosa van Dijk               | Hoofdrol               |
| Jade Olieberg      | Esther Jacobs               | Hoofdrol               |
| Mees Peijnenburg   | Vincent van Gelderen (Neuz) | Hoofdrol               |
| Pascal Tan         | Jonas de Leeuw              | Hoofdrol               |
| Stefan de Walle    | Alexander                   |                        |
| Floor Arink        | Karien                      |                        |
| Annemara Post      | Edith                       |                        |
| Dragan Bakema      | Sam Meyer                   |                        |
| Romijn Conen       | Joop van Dijk               |                        |
| Janni Goslinga     | Heleen Hereema              |                        |
| Jesse Strateman    | Abeltje                     | Samen met broer Marijn |
| Marijn Strateman   | Abeltje                     | Samen met broer Jesse  |

## Trivia
- Tijdens een scène is te zien dat Rosa op station 's-Hertogenbosch op de trein stapt. In werkelijkheid is het station Haarlem.
- Als Rosa in een scène naar de brug fietst om graffiti te gaan spuiten, is te zien dat ze het plaatsnaambord van Dorkwerd passeert. In werkelijkheid klopt dat ook; in de film fietst ze via de Hoogeweg van Groningen (haar adres) in de richting van Dorkwerd. De plek waar Rosa dan vervolgens graffiti op een brugpijler spuit is de Amsterdamsebrug in Amsterdam, deze brug loopt over het Amsterdam-Rijnkanaal heen.
- De scènes op Rosa's zolderkamer zijn niet op locatie in Groningen opgenomen maar in de studio.